# Detlev Braasch
Detlev Braasch (* 30. Juni 1939 in Mücheln) ist ein deutscher Politiker der CDU. Er war Mitglied des Thüringer Landtags in der zweiten (1994–1999) und dritten Wahlperiode (1999–2004). 
Nach dem Abitur 1957 erlernte Braasch bis 1960 den Beruf eines Werkzeugmachers. 1992 wurde er arbeitslos aufgrund einer betriebsbedingten Kündigung des Unternehmens in Wiehe, bei dem er beschäftigt war. Es folgten bis 1994 befristete Arbeitsverträge bei der Stadtverwaltung Wiehe.
1994 erreichte Braasch den Abschluss als Verwaltungsfachwirt nach einem Sonderlehrgang für kommunale Wahlbeamte.
1974 trat Braasch der DDR-Blockpartei CDU bei, die nach der Wende in der gesamtdeutschen CDU aufging. Von 1994 bis 2004 war er Mitglied des Thüringer Landtags.
Braasch lebt in Wiehe. Er ist evangelisch, verheiratet und hat eine Tochter.